# Ormetica sypilus
Ormetica sypilus är en fjärilsart som beskrevs av Pieter Cramer 1777. Ormetica sypilus ingår i släktet Ormetica och familjen björnspinnare. Inga underarter finns listade i Catalogue of Life.

## Bildgalleri

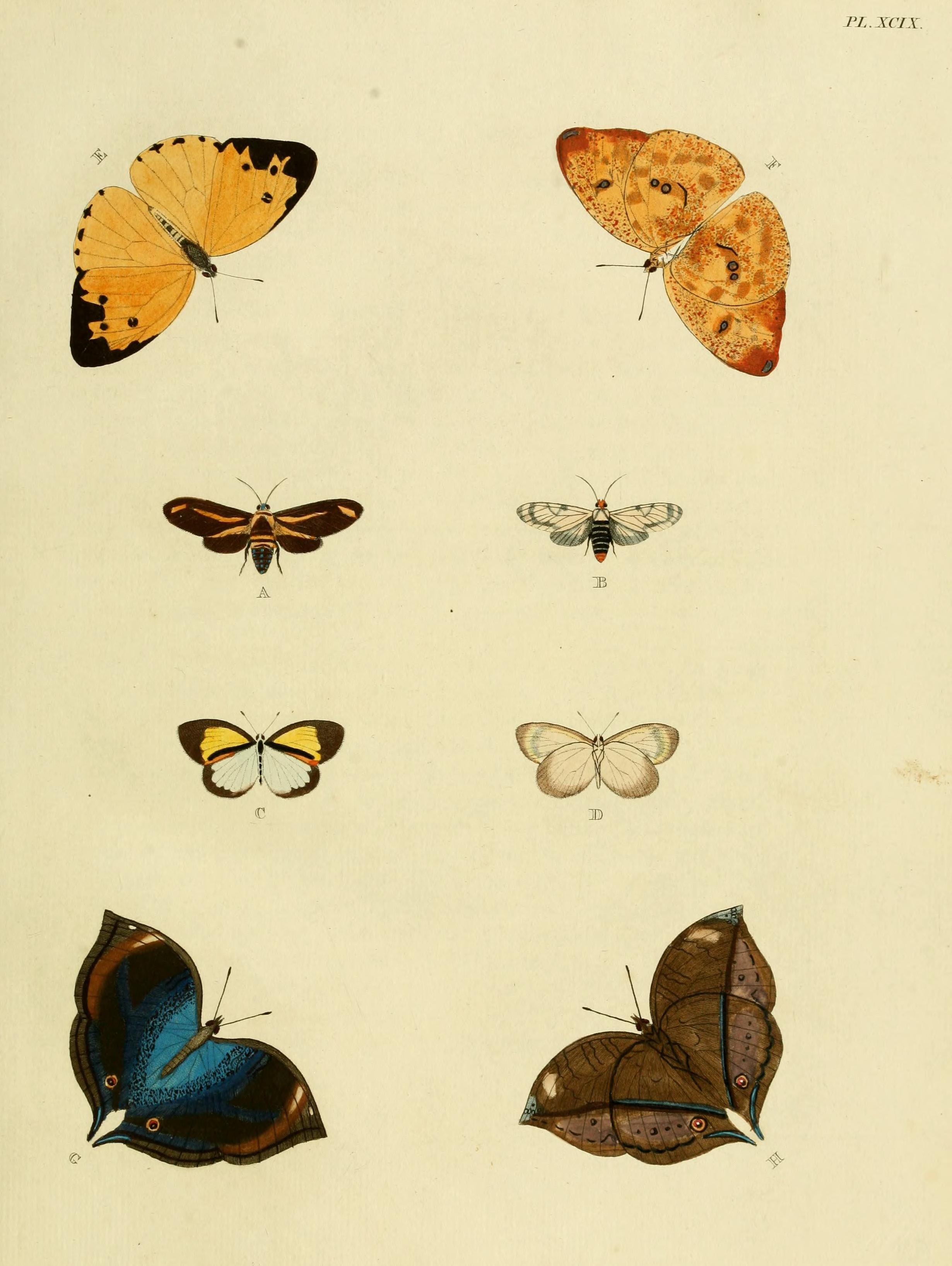
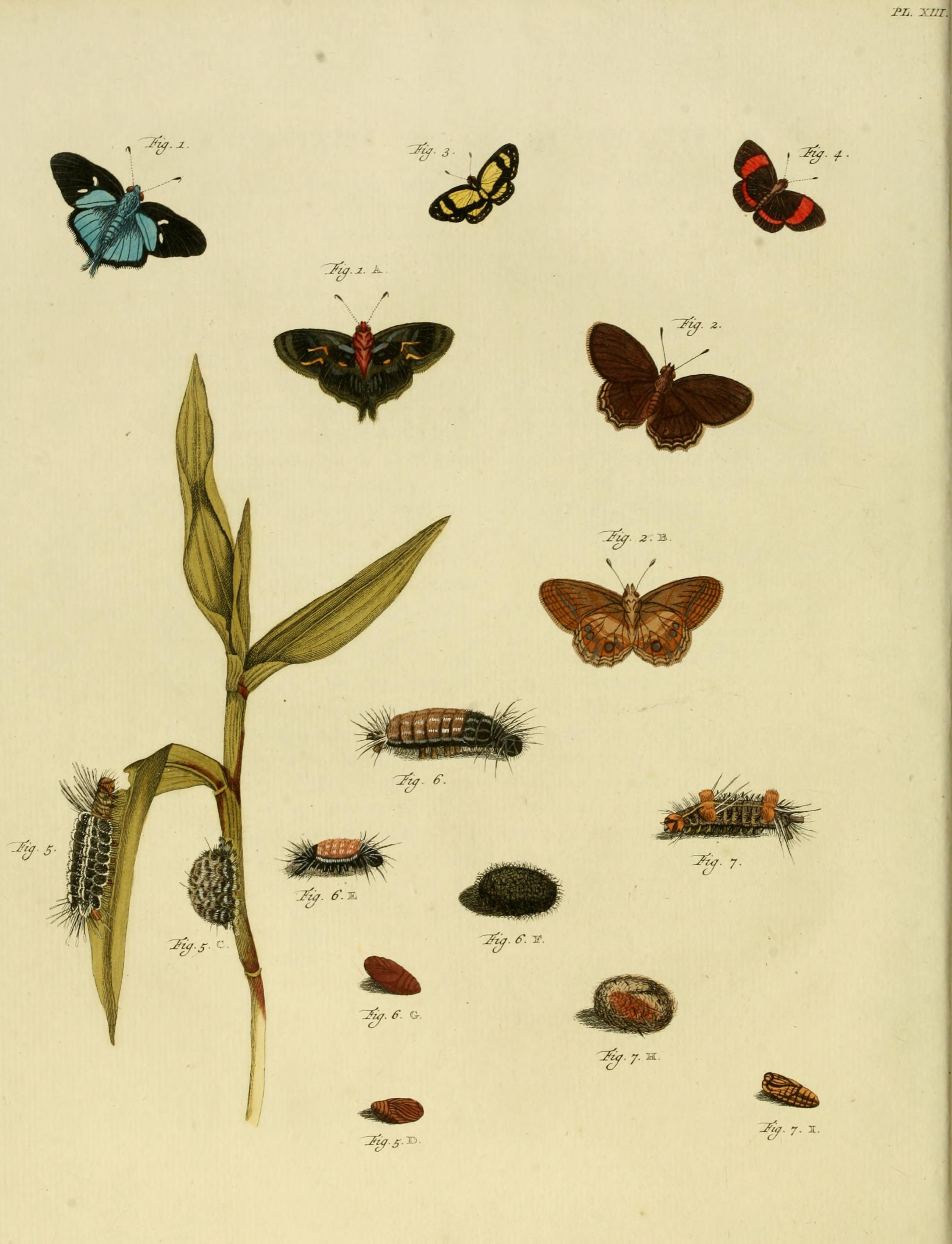
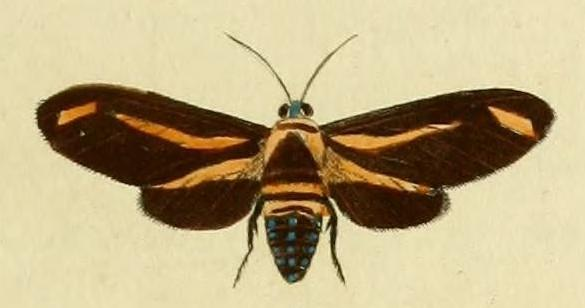